# Kostel svatého Václava (Ratboř)
Římskokatolický filiální kostel svatého Václava v Ratboři na Kolínsku leží v centru vesnice. Je chráněn jako kulturní památka České republiky.

## Historie
Kostel v Ratboři je poprvé zmíněn v roce 1352 jako farní. Za třicetileté války byla ves drancována švédskými vojsky a kostel. V letech 1672 – 1710 byl kostel opraven a rozšířen. Původně gotický kostel byl v roce 1770 barokně přestavěn., byla rozšířena loď a byla provedena přístavba věže. V roce 1809 byl doplněn sanktusník a při opravách v letech 1897 –1898 byly usazeny na věž hodiny. Poslední velká oprava proběhla v roce 1992, včetně hodinového stroje. V současné době je kostel pod správou kolínské farnosti.

## Popis
Jednolodní obdélný kostel s pětiboce zakončeným kněžištěm a věží s cibulovou bání v západním průčelí. Stěny lodě jsou členěny čtyřmi symetricky umístěnými okny s půlkruhovými záklenky, v kněžišti jsou tři nestejně vysoká okna. Kolem celého obvodu lodi probíhá jednoduše profilovaná římsa.
Kněžiště je sklenuto valenou klenbou s výsečemi, loď má plochý strop. Zdi jsou vyzdobeny štuky (oblé pásky vrcholící stylizovanou lilií a štukový rámec kruhového tvaru) z pozdně barokní přestavby kolem roku 1770. Loď s kněžištěm spojuje půlkruhový vítězný oblouk. Ve východní stěně kněžiště se dochovalo zazděné gotické okno a gotický sedlový portálek do sakristie z doby kolem roku 1500.
Zařízení kostela je většinou z konce 19. století. Obrazy na hlavním oltáři pocházejí z doby před rokem 1800, křížová cesta pochází z roku 1804.
Varhany z roku 1900 pocházejí z dílny Antonína Mölzera z Kutné Hory.